# 甲斐よしひろ
甲斐 よしひろ（かい よしひろ、男性、1953年〈昭和28年〉4月7日 - ）は、日本のミュージシャン、タレント。本名、甲斐 祥弘（読み同じ）。「祥」は正確には衣偏につくりが羊。福岡県出身。所属事務所は、自身で設立した甲斐オフィス。血液型はB型。
妻は、元女優の竹田かほり。次女は、シンガーソングライターの甲斐名都。

## 略歴

### 出生〜甲斐バンド結成
- 1953年4月7日、福岡県福岡市中央区柳橋（現：清川）の自宅にて、4人兄弟の四男として生まれる。地元では裕福で知られる理髪店であった。
- 1958年6月、福岡市南区大橋に転居。父親が借金の保証人になっていたための夜逃げ同然であり、直後に父親が蒸発してしまい生活保護を受ける等、しばらく極貧の生活を送ることとなる。
- 1960年4月、福岡市立三宅小学校入学。
- 1966年4月、福岡市立三宅中学校入学。
- 1969年4月、福岡市立福岡商業高等学校（現：福岡市立福翔高等学校）入学。高校時代から本格的に音楽活動を始める。
- 1970年、同級生らと、3人組のカントリーバンド「ノーマン・ホイットフィールド」結成。地元のラジオ番組やライブ喫茶・照和に出演する。
- 1972年4月に名鉄観光サービス長崎支店に就職するが、サラリーマン生活が性に合わず、4か月で退職。その直後、高校時代より歌っていた照和に、ウエイター兼ソロ・シンガーとして出戻る。
- 1973年、福岡・少年文化会館（現：福岡市立少年科学文化会館）にて、ホールでの初のワンマンコンサート開催。福岡アマチュアとしては当時最高の900人を動員。
- 同年、『恋時雨』で、「ポプコン」九州大会最優秀楽曲賞獲得も、全国大会は出場辞退（受賞曲のヤマハへの版権委託条項を拒否したため）。
- 1974年3月28日、『ポップコーンをほおばって』で、「第3回ハッピー・フォーク・コンテスト」全国大会（文化放送主催、会場：中野サンプラザ）優勝。
- 同年5月、大森信和、長岡和弘、松藤英男と共に甲斐バンドを結成。

### プロデビュー〜甲斐バンド解散
- 同年11月、『バス通り』でデビュー。
- 1975年6月、2枚目のシングル『裏切りの街角』をリリース。オリコン最高位7位のヒット曲となる。
- 1976年4月、文化放送にて「甲斐よしひろのセイ!ヤング」、スタート（ - 1977年3月まで）。
- 1977年3月7日、突然の初渡米。行先は40年振りの強烈な寒波に見舞われたニューヨーク。
- 1978年1月9日、ソロアルバムのレコーディングのため、マネージャーの佐藤剛と共にアメリカのナッシュビルへ渡航。
- 同年4月7日より、NHKラジオ、「若いこだま」のパーソナリティに起用。
- 同年5月21日、初のソロ（カバー）アルバム、『翼あるもの』発売[4]。
- 同年11月、NHK-FM「サウンド・ストリート」、放送開始。若いこだまに引き続き、DJを担当。
- 同年12月20日発売の『HERO（ヒーローになる時、それは今）』で、初のチャート1位を獲得。
- 1979年3月15日、「ザ・ベストテン」に出演。NHK-FMの自分の番組の公開録音スタジオからの生中継、司会者（黒柳徹子、久米宏）と話をしない、などの条件を付けた。
- 同年11月26日、集英社より、自伝単行本「荒馬のように」発刊。
- 1981年11月15日、小学館より、甲斐バンド写真集「1982:BEATNIK」発売。
- 1986年6月、甲斐バンド解散。

### 第一期ソロ〜KAI FIVE結成
- 1986年11月12日、甲斐がプロデュースした中島みゆきのアルバム『36.5℃』が発売。
- 1986年12月20,21日、明治神宮球場で行われた「JAPAN AID 1st」に出演し、ソロ活動を開始。当時の新曲『イエロー・キャブ』と『冷血（コールド・ブラッド）』（ピーター・ガブリエル、ノナ・ヘンドリックスがコーラスで共演）を披露。
- 1987年、オリジナル・1stソロアルバム、『ストレート・ライフ』発売。続いて、アルバム・ツアー『STRAIGHT LIFE TOUR/KAI YOSHIHIRO & PROJECT K』（4月30日習志野文化ホール - 10月11日群馬県民会館、44会場48公演）を開催し、ツアー中盤折り返し点に日本武道館3Days (6/29,30,7/1) を行う。12月9,10日にも、"―& PROJECT K"名義で、日本武道館2Days『‐IN BUDOKAN 1987‐』を開催（11月29日 - 12月10日に行われた『STRAIGHT LIFE TOUR SPECIAL』〔3会場5公演〕の一環）。また11月には、甲斐バンドの12thアルバム『REPEAT & FADE』を大幅に編集し直した『コンプリート REPEAT & FADE』を、"甲斐よしひろ with 甲斐バンド"名義にて発表。
- 1988年2月25日、甲斐が作曲した中島みゆきのシングル『仮面』が発売。
- 同年3月5日、「田中一郎 and 甲斐よしひろ」名義でシングル盤『あり、か』（作詞・作曲：中島みゆき）発売。
- 同年4月29日、田中一郎のファースト・アルバム『IN』（甲斐よしひろと一郎の共同プロデュース作品）が発売。
- 同年5月23日名古屋、26日日清パワーステーションにおける田中一郎のライブにゲスト出演。アンコール後に登場し、「あり、か」「0℃の誘惑」「悲しき愛奴（サーファー）」の3曲を共演する。
- 1988年12月13 - 28日、コンサート・ツアー『TRANCE EXPRESS TOUR '88/KAI YOSHIHIRO & PROJECT K』（当初9月には『I.L.Y.M. NIGHT』と称していた）を開催。名古屋・大阪・東京で3会場11公演（そのうち東京・MZA有明においては、12/17,18,23 - 25,27,28日の7公演）を行う。
- 1989年2月22日、オリジナル・2ndソロアルバム『カオス』発売。そして、アルバム・ツアー『TRANCE EXPRESS TOUR '89/KAI YOSHIHIRO & PROJECT K』を開催（3月1日 - 7月12日、36会場42公演、6月に1か月かけて東京の会場〔汐留PIT、NHKホール、東京厚生年金会館〕で5Days行われた『TOKYO SPECIAL 5DAYS』を含む）。12月15日には日本武道館にて『RED SYMPATHY NIGHT』を開催。さらに12月19・20日、横浜本牧アポロ・シアターでのアコースティックライブ『A・G・LIVE・ AT・THE APOLLO』を行う。
- 1990年、横浜・本牧アポロシアターや日清パワーステーションにおいて、『A・G・LIVE』・『Funk Up Night』など、実験的なコンサートを展開。合間にオリジナル・3rdソロアルバム、『エゴイスト』を発表し、アルバム・ツアー『the egoist 1990』（5月21日 - 7月15日、14会場14公演）を開催。12月14日には『SPECIAL GIG/インスタント・カーマ'90』と題したライブを、東京ベイNKホールにて行う（同月17日大阪、25日名古屋でも開催）。また、12月21,22日に東京ドームで行われたジョン・レノン生誕50周年コンサート「GREENING OF THE WORLD/G.O.W.」に出演（単独では「翼あるもの」「Oh My Love」の2曲を披露）。
- 1991年、初のソロ・ライブアルバム、『ダブル・イニシアチブ』を発売。本作は、90年10月に2Daysで開催された『ダブル・イニシアチブ』ライブでの模様を中心に収録されている。
- 1991年6月 - 1994年7月まで、KAI FIVE として活動。
- 1993年4月10日、福岡ドームのこけら落とし『ドリームライブ in 福岡ドーム』に、福岡出身のBIG4（他に井上陽水、財津和夫、武田鉄矢）の1人として、「甲斐よしひろand KAI FIVE」名にて出演。

### 第二期ソロ〜デビュー25周年
- 1994年、レコード会社をポニーキャニオンへ移籍。4年ぶりのオリジナル・ソロ4thアルバム、『太陽は死んじゃいない』を発表。12〜1月には、翌年のデビュー21周年記念イベントのプレステージとしての『21st anniversary special event Singer』を開催（埼玉・三郷、名古屋、大阪の3会場3公演）。
- 1995年1月14日、デビュー21周年記念として、日本武道館での『21st.anniversary special event/Singer』を開催。ゲストとして松藤英男と田中一郎が登場（大森信和は急病で欠席）し、久々に同じステージに立った。3月8日には、日本武道館での阪神大震災被災者支援コンサート「March of the Music」に出演。また2001年までに、計5回開催された日清パワーステーションでの実験的ライヴ、『ROCKUMENT』（5回目のみSHIBUYA-AX他にて開催）がスタート。そして、初のソロ名義ベスト盤『少年の蒼 (KAI YOSHIHIRO Best Selection)』も発表。
- 同年、レコード会社を再び古巣東芝EMIへ移籍。
- 1996年、2年ぶりのオリジナル・5thソロアルバム、『GUTS』を発表。アルバム・ツアー『Welcome to the "GUTS FOR LOVE" Tour』を開催。
- 同年、甲斐バンドを期間限定で再結成。セルフカバー・アルバム『Big Night』と新曲『ティーンエイジ・ラスト』を発表。コンサート・ツアーも開催。
- 1997年、オリジナル・6thソロアルバム、『PARTNER』を発表。アルバム・ツアー『THE PARTNER TOUR 1997』を開催。
- 1998年5月4日、この年より始まった「MUSIC DAY」（会場：渋谷ON AIR EAST）に出演（アンコールで仲井戸麗市とセッションで共演）。
- 同年6月20日（の23:30開場）、『“MIDNIGHT・UNPLUGGEDER”』と題する深夜0時開始のライブを日清パワーステーション（10日後の6月30日をもって閉店）にて開催。（ゲストにEAST ENDのGAKU-MCが出演、終演は午前4時頃であった）
- 同年、レコード会社をSMEJ Associated Recordsへ移籍。小室哲哉プロデュースにより、9月を皮切りにシングル3枚を発売。コラボレーションに際してお互いに決めたテーマは「最初から大きく宣伝するのではなく、1対1で緻密に作り上げる」こととし、「お互いの人間的感触・テイストが見てみたい」思いから、プロデュース・作曲・編曲は小室、作詞は甲斐に完全に分担された[5]。
- 同年12月25日渋谷公会堂、28日Zepp Osakaにて、スペシャル・ライブ『1998 Holy night I need your kiss』開催。
- 1999年3月、音楽活動25周年記念として、甲斐よしひろ全告白集『か・さ・ぶ・た』をワニブックスより刊行。
- 同年6月、Zeppでのライブツアー『Highway 25 “UP”』（5会場5公演、名古屋のみクラブ・ダイアモンドホール）開催。
- 同年8月25日、デビュー25周年記念のCD-BOX『HIGHWAY 25』を発売。同時に公式ウェブサイト「KAI WEB」開設（このサイトはソニー・ミュージックエンタテインメント運営のため、契約終了と同時にコンテンツが移設、現在の「KAI SURF」となっている）。
- 同年11月13日、新高輪プリンスホテル・大宴会場「飛天の間」にて、デビュー25周年を記念したライブ『Golden Thunder Review HIGHWAY 25 Standing in 飛天』を開催。多彩なゲストを招いたこのライヴでは甲斐バンドのメンバー全員も出演し、活動を再開することも伝えられた。

### 甲斐バンド活動再開〜デビュー30周年
- 1999年 - 2001年、甲斐バンドの活動を再開。シングル3部作と、15年ぶりのオリジナル・アルバム『夏の轍』を発表。コンサート・ツアー開催。
- 2000年、ギター1本でのツアー、『一人きりの甲斐よしひろ My name is KAI』を開催。
- 2001年、2ndソロ・ライブアルバム『月の裏側』と3rdソロ・ライブアルバム『雫の反射』を、2か月連続で発表。本作は、『一人きりの甲斐よしひろ My name is KAI』の模様を収録、メジャーからの発売ではなく、初のインディーズ盤（発売元は所属事務所内のレーベル）となった。
- 同年10月、文化放送『セイ!ヤング』の復活版、『セイ!ヤング21』の金曜パーソナリティーを務め、引き続き翌年から『甲斐よしひろのセイ!ヤング21』として放送開始。
- 2002年、初のDVD-BOX、『KAI ROCKUMENT BOX』を発売（このDVD-BOXは東芝EMIから発表されているが、この年のみレコード会社をオーマガトキに移籍）。そして、自身の活動を3期に区切ってセットリストを組んだ、シリーズライブ『Series of Dreams Tour Vol.1-3』を2004年まで開催。
- 2003年、レコード会社をユニバーサルミュージックへ移籍。25年ぶりのカバーアルバム『翼あるもの2』発売。また、甲斐バンドのドラマー松藤英男とユニットを組んだ、「松藤×甲斐」としても活動。
- 2004年8月25日、デビュー30周年を記念してトリビュートアルバム、『グッド・フェローズ』発売。9月8日には7年ぶりのオリジナル・7thソロアルバム、『アタタカイ・ハート』も発表し、コンサート・ツアー『PARTY 30 KAI 30th ANNIVERSARY TOUR XXX』を開催（9月10日 - 10月11日、8会場8公演）。
- 同年11月6日、『PARTY 30 in 日本武道館』において、DA PUMP、大黒摩季、大友康平、山口智充、m.c.A・Tらゲスト・アーティストを迎え、デビュー30周年ツアーの最後を締め括った。

### 第三期ソロ〜甲斐バンド再結成
- 2005年、アコースティック・ライブ・ツアー『アコギなPARTY 30』を開催（2月25日 - 6月2日、17会場17公演）。
- 同年9月、クラシック・ライブ『Classic Kai』を大阪・名古屋・東京で開催。
- 2006年、『ROLLING CIRCUS REVUE KAI YOSHIHIRO TOUR 2006』開催（2月3日 - 3月10日、5会場13公演）。
- 同年5月、KAI DVD-BOX第二弾、『KAI DVD-BOXII』を発売。
- 同年8月19日、『ライジング・サン・ロックフェスティバル2006 in EZO』2日目に出演（甲斐よしひろ&ROLLING CIRCUS REVUE BAND名義）。SUN STAGE 17:30-18:30の回にて、10曲を披露。
- 同年秋、アコースティック・ライブ・ツアー『aco-gi na KILLER GIG 2006』を開催（9月16日 - 12月3日、15会場16公演）。
- 2007年、レコード会社を、日本クラウンへ移籍。『翼あるもの』シリーズとはコンセプトを変えて発表された、4年ぶりのカバーアルバム、『10 Stories』発売。アルバム・ツアー『20 STORIES TOUR 2007 SPRING・AUTUMN』を開催（4月7日 - 5月18日、7会場11公演および10月6日 - 11月18日、9会場9公演。なおAUTUMNは、アコースティックライブ）。
- 同年5月4日、10周年を迎えた『MUSIC DAY 2007 at SHIBUYA-AX』にて、メインステージで「甲斐よしひろ×押尾コータロー×井上堯之バンド」と銘打つ一夜限りのコラボレーションライブを行う。
- 同年12月12日、甲斐バンドのアルバム17タイトルの紙ジャケット復刻盤（EMIミュージックジャパン）発売を記念し、大森信和の死後初めて、スペシャルライヴイベントとして甲斐バンドを一夜限りで復活させる（品川プリンス ステラボール、なお、チケットは10分で完売）。
- 2008年2月20日、『10 Stories』続編となるカバーアルバム、『TEN STORIES 2』を発表。4月より、アルバム・ツアー『Tour of "TEN STORIES 2" 2008』を開催（4月11日 - 5月11日、7会場7公演）。
- 同年11月、自伝『九州少年』を、ランダムハウス講談社より刊行（2006年2月14日-4月28日に、西日本新聞にて連載されたものを加筆修正、新規原稿を加え再構成したもの）。
- 2008年 - 2009年、甲斐バンドとしてツアーを施行。

### デビュー35周年〜現在
- 2009年2月、日刊スポーツ出版社より、『画面の告白』（「日刊スポーツ」「週刊宝石」に連載されたテレビと映画に関するエッセイ集）発刊。
- 同年7月18日、『ap bank fes '09』初日に出演。桜井和寿およびBank Bandとステージ初共演し、漂泊者（アウトロー）、翼あるもの、破れたハートを売り物に、HERO（ヒーローになる時、それは今）〔演奏順〕の4曲を披露。
- 2009年から、再び甲斐バンドとして活動再開。バンドとしては8年、ソロとしても5年ぶりのオリジナル・アルバム『目線を上げろ』を発表し、コンサート・ツアーを開催。以降、ソロ活動と並行して活動がなされている。
- 2010年11月、KAI DVD-BOX第三弾、『KAI DVD-BOXIII』発売。
- 2011年5月、東日本大震災の被災者支援のためにセルフカバーされた、『光あるうちに行け 2011』を配信。この楽曲の収入は、全額被災者支援のために寄付された（後述の2011年に開催されたツアーでの会場募金と合算して、計124万円を最終的に寄付）。
- 同年6月 - 7月、ツインリードギター/キーボードレスという編成で組まれた、3年ぶりのソロ・ツアー『甲斐よしひろ 2011 愛のろくでなしツアー』を、11会場14公演で開催。会場限定で、ニューアルバム『ホームカミング』が先行発売（緊急発売のため、先行盤には歌詞カードやジャケットが無く、またシークレットトラック曲も入っていない）。
- 同年10月1日『MUSIC CITY TENJIN 2011』（出演会場：ドコモステージ〔福岡市役所西側ふれあい広場〕）と、9日石巻専修大学大学祭『2011石鳳祭』に出演（どちらもアコースティック・ライブで、田中一郎と松藤英男が参加。石鳳祭ではラスト曲に甲斐名都も登場した）。また同月、アルバム『ホームカミング KAI BOOTLEG SERIES Vol.1』を発表。本作は、メジャーレコード会社からの発売ではなく、所属事務所内に設立された独自レーベル『bloom label』からの発売となった。
- 同年11月3日東京・5日大阪で、アルバム『ホームカミング』発売を記念したインストアイベントを、タワーレコードにて開催。
- 2012年2月 - 3月、押尾コータローをゲストミュージシャンに迎え、6会場6公演の日程で、コンサート・ツアー『MY NAME IS KAI II 2012 "MEETS" 甲斐よしひろ×押尾コータロー』を開催。続いて3月31日には、『MY NAME IS KAI II Premium Night』と題して、福岡県飯塚市・嘉穂劇場にて、甲斐のみでプレミアムナイトを開催、ゲストミュージシャンにキーボードの上綱克彦が参加。
- 同年4月23日放送のTBS系ドラマ「猫弁〜死体の身代金〜」において、自身初となる、ドラマ挿入歌の音楽監修を担当。
- 同年4月28日 - 5月6日、新国立劇場（中劇場）にて行われた『PLATINUM LIVE 2012』において、初日を甲斐が担当。『MY NAME IS KAI II Premium Night』と同じ形式で開催（ただしゲストに上綱に加え、チェロの結城貴弘が参加）。
- 同年6月、4会場（全てZepp）5公演の日程で、コンサート・ツアー『甲斐よしひろ 2012 愛のろくでなしツアー2』を開催。
- 同年12月25日、「押尾コータロー クリスマス・スペシャルライブ2012」（会場：大阪・サンケイホールブリーゼ）にゲスト出演。
- 2013年、デビュー40周年EVEとしての甲斐バンドのリメイクベストアルバム発売とコンサートツアーを発表（2012年11月）。
- 同年4月7日、自身の還暦を記念してバースデイライブ『ROLLING BIRTHDAY 60』をTOKYO DOME CITY HALL（旧：JCBホール）にて、甲斐バンドとして開催。
- 同年9月28日 - 11月30日、2012年に開催され好評だった『MY NAME IS KAI II 2012 "MEETS" 甲斐よしひろ×押尾コータロー』のアンコールツアーとして、再び押尾コータローをゲストミュージシャンに迎え、14カ所15公演（追加公演含む）にて『MY NAME IS KAI III 2013 "MEETS AGAIN" 甲斐よしひろ×押尾コータロー』を開催。また11月27日には、追加で『MY NAME IS KAI III 2013 "MEETS AGAIN" SPECIAL at Billboard Live TOKYO 甲斐よしひろ×押尾コータロー』を2回公演（18:30～と21:30～）に分けて開催する。
- 2014年、デビュー40周年。甲斐バンドとしての活動を中心に、40周年を記念したKAI DVD-BOXシリーズ第4弾『KAI 40年 KAI DVD-BOX IV』を発表。
- 同年10月、テレビ東京系「新・刑事吉永誠一」の主題歌に甲斐バンドの新曲「Blood in the Street」が起用され、友人で甲斐バンドのファンでもある主演俳優、船越英一郎や同局からのオファーにより、第2話に出演。61歳にして俳優デビューを果たす。
- 2015年、『ビルボードライブ2015 EAST&WEST』と題して5月8・9日・6月1日OSAKA、5月15・16・19日TOKYOにて、それぞれ1日2回公演を開催。
- 同年10月10日-10月25日、4会場4公演（全てZepp）の日程で『甲斐よしひろ 2015 愛のろくでなしツアー3』を開催。なお別枠で「コンサート in 倉吉」と題し10月23日に鳥取県・倉吉未来中心大ホールにて公演、さらに追加公演として10月29日、東京キネマ倶楽部でのライブを行う。
- 2016年5-6月、『Billboard LIVE 2016 EAST FROM WEST』ツアー開催。5月7・8日NAGOYA Blue Note、5月12・13日および6月3・4日Billboard Live OSAKA、5月21・22・29日Billboard Live TOKYOにて各日2公演が行われた。
- 同年6月29日、8枚組BOX SET・KAI BAND＆KAI YOSHIHIRO『THE NEW YORK BOX』がユニバーサルミュージックより発売。
- 同年10月1日-11月27日、全国10会場11公演にて『MY NAME IS KAI Ⅳ 2016 “MEETS RETURNS”甲斐よしひろ×押尾コータロー』を開催。
- 2017年5月-6月、『Billboard Live 2017 EAST to WEST』開催。（３カ所・全16公演）
- 2018年5月、『Billboard LIVE & Blue Note 2018「EAST with WEST」』開催。（３カ所・全16公演）
- 同年10月、『甲斐よしひろ 愛のろくでなしツアー４ Rock’N Roll Tonight 2018』開催。追加２公演を含む全６公演が行われた。
- 2019年4月-5月、『Billboard LIVE & Blue Note 2019「EAST in WEST」』ツアー開催。５年目の節目を迎え規模を拡大。東京・大阪・名古屋にて全18公演が行われた。

## 所属レーベルの変遷
- ポリドール（1978年）
- 東芝EMI（1987年 - 1993年、1996年 - 1997年）
- ポニー・キャニオン（1994年 - 1995年）
- SMEJ Associated Records（1998年）
- BEAT VISION/KAI OFFICE（2001年 - ）
- オーマガトキ（2002年）
- ユニバーサルJ（2003年 - 2006年）
- 日本クラウン（2007年 - 2008年）
- bloom label（2011年 - ）

## エピソード

### 人物像
- ソロになって以降、サングラスをかけている。テレビ出演があるとほぼ毎回かけており、ライブ時もかけているが、ラジオでサングラスを外すタイミングは、ギターを使い始める『氷のくちびる』だと言っている。
- 左利き。ギターを弾くときは右用ギターを左手に持ち替え、しゃくり上げるように演奏する（弦の張り方は右のままなので逆弦で弾いていることになる）。ギターを弾き始めたとき、タブ譜を逆さまにして覚え、ある程度曲が弾けるようになったが兄に指摘され、左利き用ギターが存在することに気がついたという。
- 大のテレビ好き。特にお笑いが好きで、新聞のラテ欄を毎朝30分かけてチェックするという。
- シンガー以外ではラジオのDJという一面を持つ。代表番組としてはNHKのサウンドストリートや文化放送のセイ!ヤングがある。現在のレギュラー番組はセイ!ヤングの復刻版の『甲斐よしひろのセイ!ヤング21』がある。
- プライベートでは2度の結婚を経験。1982年に元女優の竹田かほりと結婚、2女1男を授かる。
- 非常に子煩悩であり、次女でシンガーの甲斐名都によると「門限の6時になっても帰らなかった時、警察に連絡されそうになったことがある」と語っている。
- 映画が大好きで７５年に発表された「ポップコーンをほおばって」には《映画を見るならフランス映画さ》という歌詞があり、ジャン＝リュック・ゴダール監督アンナ・カリーナ主演女と男のいる舗道にインスパイアされた「男と女のいる舗道」を発表し[6]、トーマス・マン原作ベニスに死すやアラン・ドロン主演若者のすべてのルキノ・ヴィスコンティ作品のファンである[7]。

### 交友関係
- 漫画家小林よしのりとは小・中・高校での幼なじみ。ただしクラスは一度も同じになったことがない。小林の紹介により、小林の同期漫画家である秋本治とも親交が深い。
- デビュー当時のサザンオールスターズと接点があり、1978年7月23日に日比谷野外音楽堂で開催した甲斐バンドのコンサートにサザンをオープニング・アクトとして出演させたほか、甲斐はサザンのデビュー前後から「勝手にシンドバッド」を「これは絶対、売れる! この曲が流行んなきゃ、甲斐バンドも流行んないかも知れない」と高く評価する発言を当時担当していたラジオ番組『甲斐よしひろの若いこだま』（NHK-FM）の中でプロモーション盤をかけたうえでしていた[8]。
- シンガーソングライターの中島みゆきと交友があり、中島のアルバム『36.5℃』（1986年作品）には甲斐がプロデューサーとして参加している。また、中島がパーソナリティを務めていたラジオ番組「中島みゆきのオールナイトニッポン」で、甲斐のことが話題に上った時には、親しみと揶揄を込めて甲斐のお父さんと呼ばれていた。よっちゃん、とも呼んでいる。
- 同じライブハウス出身（福岡の照和）で同年代でもある、ミュージシャンの長渕剛と一時期交友を深めた時期があり、お互いのラジオ番組にゲスト出演したりしていたが、その後は当時のような交友はないようである。
- ミュージシャンの坂本龍一とは同時期にNHK-FM「サウンドストリート」のDJを務めており（坂本が火曜日、甲斐が水曜日の担当）、収録後に飲みながら音楽談義に花を咲かせる機会も多かったという。音源上の共演は無いが、2003年のアルバム『翼あるもの2』において糸井重里作詞・坂本作曲の「雪列車」（オリジナル歌手は前川清）をカバーしている。
- 浜田省吾と交友がある。楽曲関連では、甲斐バンドの前座で浜田が歌っていた曲を甲斐が気に入り、浜田と飲んでる時に『「レコーディングをしないならオレにくれ」といってもらった』と当時雑誌のインタビューで話していた、1978年のカバーアルバム『翼あるもの』に収録されている『あばずれセブンティーン』や、レコーディングスタジオにたまたま居合わせた浜田にギター演奏を依頼した、1979年のシングル『安奈』がある。プライベートでは、彼の結婚式に参列しスピーチをしたことがあり、スピーチでは「結婚したらロックはできなくなる」と語ったという。それに対し浜田は「面白いことを言うヤツだな」と思ったという。このことは『陽のあたる場所 浜田省吾ストーリー』に記載されている。
- 同じ福岡県出身ということで、大関力士の魁皇博之を応援するメッセージを、雑誌『相撲』に寄せたことがある。
- 笑福亭鶴瓶と、1978年鶴瓶がパーソナリティを務めた大阪のラジオ番組に、甲斐がゲストとして出演して以来の交友がある。
- 桂文珍と親交があり、甲斐本人も好きな落語家として挙げている。

### 逸話
- 甲斐バンドとして売れていた頃は、バンド内で音楽性の食い違い等を理由に喧嘩するよりも、後述の前妻や外出先での第三者と喧嘩する事が多く、その度にバンドのギタリストであり年長者でもある大森信和が仲裁に入っていた。中でも有名なのが『大阪での危険な一夜』。これはライブ出演のために甲斐バンドとして大阪に来ていた甲斐が、桂文珍と笑福亭鶴瓶ら総勢約40人が参加した打ち上げの後に飲み屋を出た後、酔った勢いで当時流行っていた真空飛び膝蹴りを真似したら目の前に停車してあった白いメルセデス・ベンツ車のサイドミラーを折ってしまったことで、そのベンツ車から降りてきた2人組のヤクザに言いがかりをつけられ、あわや暴力沙汰になりかけた事件である。
  - 1996年の期間限定で再結成した甲斐バンドとして音楽番組『HEY!HEY!HEY!』に出演した際、ダウンタウンとのトークの中でこの事件に触れた際、大森信和が「鶴瓶さんと文珍さんがいなかったら、（僕達が）半殺しになってましたねぇ…」と当時の心境を恐る恐る語ったのに対し、甲斐は2人組のヤクザがベンツ車から降りてきた直後に文珍が恐怖のあまり一目散に逃走したと証言している[9]。
  - 鶴瓶の番組にゲストとして出演した際も、この事件について触れている。それによると、2人組のヤクザがベンツ車から降りてきた時にボクシングを経験したことがある鶴瓶は「どけ！後ろ行っとけ！」と言って甲斐たちを後退させた後、東大出身で元空手部だった当時のディレクターと一緒に2人組のヤクザを威嚇していた。その後、ベンツ車の後部座席に座っていた着物姿の女性から「もういいからやめなさい！」とヤクザを一喝したお陰でなんとか事態は収束した[10]。
- 甲斐バンドを解散する3年ほど前、一度解散を考えたことがあったという。アルバム『GOLD/黄金』をニューヨークでミックスしているとき、急に無気力におそわれ、何もかも止めたくなった。日本に戻り、いつでも解散を言い出す準備は出来ていたらしいが、野外イベント『THE BIG GIG』の準備をしている頃、甲斐バンドのメンバーの一人が子供の話をし始め、「子供がいるんだ。家族があるんだ」と思ったときに打ちのめされ、解散を思いとどまったという。
- 保健委員をしていたことがあり、親交のある秋本治の漫画「こちら葛飾区亀有公園前派出所」10巻において「ひょっとして、小学生の頃、保健委員をやっていた人がいる甲斐バンドの警備ですか」と弄られている。

楽曲関連
- 子どもの頃から外国のロックと同じくらい友部正人、岡林信康、吉田拓郎など、日本のフォークを聴いた[11]。ロック・スピリットを底辺に、日本語の歌詞をはっきり載せるという曲作りは日本のフォークからの影響[11]。これが甲斐バンドの特異なところだと思うと話している[11]。
- 『翼あるもの』という楽曲で、放浪し記憶を失っていた少年が、病室で流されていたラジオから流れた『翼あるもの』を聴いて、記憶を取り戻したというエピソードがある。
- 『安奈』という楽曲は、たまたま立ち寄った函館のバーで1番の歌詞を思いつきコースターの裏に書き留め、2番の歌詞は渋谷のバーで思いついたという逸話があるが、1年経って同じ函館のバーに行くと、甲斐の隣に座っていた酔っ払った客が、いきなり安奈を歌い始めたという。その時のことを甲斐は、「歌手をしていて良かったと初めて思った瞬間」と述べている[12]また同曲は前述のフランス女優アンナ・カリーナがモデルの一人である[13]。
- 『漂泊者（アウトロー）』という楽曲は、甲斐とその前妻が大喧嘩した日の夜に出来たという。その現場に居合わせたバンドのギタリストである大森信和は「甲斐さんに「曲作りをしよう」と呼ばれマンションを訪れてみると、前の奥さんと大喧嘩していた。それを止めに入り、その時は曲作りなんか出来るわけもなく、無駄話をして帰った。次の日のレコーディングの時、甲斐さんがつくってきた曲が『漂泊者（アウトロー）』だった。」と語っている[14]。
- 『破れたハートを売り物に』は、アルバム発売当時の音楽雑誌によるとタイトル曲だけで120時間、アルバム全体で24曲の録音に1100時間をかけ、その中から9曲が厳選されており、なかなか思い通りのサウンドに到達できず苦労した作品だという。そして次作『虜-TORIKO-』で、ミックスをニューヨークで行い『破れた〜』をリミックスした際、甲斐は泣いて喜んだという逸話がある。

## ディスコグラフィ

### シングル
|                         | 発売日         | タイトル                             | 形態         | 最高位     |
| ポリドール              | ポリドール     | ポリドール                           | ポリドール   | ポリドール |
| ----------------------- | -------------- | ------------------------------------ | ------------ | ---------- |
| 1st                     | 1978年5月21日  | グッド・ナイト・ベイビー             | EP           | -          |
| 2nd                     | 1978年7月22日  | マドモアゼル・ブルース               | EP           | -          |
| 東芝EMI / EASTWORLD     |                |                                      |              |            |
| 3rd                     | 1987年4月6日   | 電光石火BABY                         | EP           | 41位       |
| 4th                     | 1987年7月22日  | レイン                               | EP           | 42位       |
| 5th                     | 1988年6月6日   | I.L.Y.V.M.                           | EP/8cmCD     | 36位       |
| 6th                     | 1988年12月7日  | ミッドナイト・プラスワン             | EP/8cmCD     | 39位       |
| 7th                     | 1990年3月21日  | スウィート・スムース・ステイトメント | 12inch/8cmCD | 27位       |
| 8th                     | 1990年7月4日   | NIGHT TRIPPER                        | 12inch/8cmCD | 77位       |
| ポニーキャニオン        |                |                                      |              |            |
| 9th                     | 1994年11月2日  | 渇いた街                             | 8cmCD        | -          |
| 東芝EMI / エキスプレス  |                |                                      |              |            |
| 10th                    | 1995年11月22日 | 風吹く街角                           | 8cmCD        | -          |
| 11th                    | 1996年2月28日  | レディ・イヴ                         | 8cmCD        | -          |
| 12th                    | 1997年5月16日  | LOVE is No.1                         | 8cmCD        | 79位       |
| SMEJ Associated Records |                |                                      |              |            |
| 13th                    | 1998年9月9日   | Tonight I need your kiss             | 8cmCD        | 52位       |
| 14th                    | 1998年10月21日 | HEY! MONOCHROME CITY                 | 8cmCD        | 84位       |
| 15th                    | 1998年12月2日  | KI-RA-ME-I-TE                        | 8cmCD        | 95位       |
| オーマガトキ            |                |                                      |              |            |
| 16th                    | 2002年10月10日 | 牙󠄀/タスク                            | CD           | -          |

### 配信限定
|     | 発売日        | タイトル                                              | 種別            | 配信     |
| --- | ------------- | ----------------------------------------------------- | --------------- | -------- |
| 1st | 2010年11月1日 | Hero（ヒーロになる時、それは今）2010 Acoustic Version | MP3ダウンロード | amazon   |
| 2nd | 2011年5月31日 | 光あるうちに行け 2011                                 | 着うたフル      | JOYSOUND |
| 3rd | 2011年10月5日 | KAI YOSHIHIRO Rare Tracks in Zepp Tokyo 2011          | MP3ダウンロード | amazon   |
| 4th | 2012年1月10日 | 甲斐よしひろ2011 愛のろくでなしツアー                 | MP3ダウンロード | amazon   |

### 企画シングル
| クレジット                | 発売日              | タイトル                    | 概要 | 最高位              |
| 東芝EMI / EASTWORLD       | 東芝EMI / EASTWORLD | 東芝EMI / EASTWORLD         | 東芝EMI / EASTWORLD | 東芝EMI / EASTWORLD |
| ------------------------- | ------------------- | --------------------------- | --- | ------------------- |
| 田中一郎 and 甲斐よしひろ | 1988年3月5日        | あり、か                    | 甲斐がプロデューサー、中島みゆきが作詞・作曲を手がけた作品 (RT07-2056) | 88位                |
| ポニーキャニオン          |                     |                             | |                     |
| 甲斐よしひろ and KAI FIVE | 1993年5月12日       | 嵐の明日                    | KAI FIVEの4枚目のシングル | 37位                |
| こねっとプラン事務局      |                     |                             | |                     |
| TK presents こねっと      | 1997年1月1日        | YOU ARE THE ONE             | チャリティーシングル | 1位                 |
| BEAT VISION/KAI OFFICE    |                     |                             | |                     |
| 甲斐よしひろ              | 2000年6月30日       | RENDEZ-VOUS（ある愛の物語） | ライヴツアー『My name is KAI』入場者全員プレゼントシングル (KAI-000601)。後にアルバム『ホームカミング』に収録される | -                   |
| 甲斐よしひろ              | 2001年4月1日        | against the wind            | 制作は1999年。同年5月26日にシングルが発売される予定だったが、中止となった。長らくライヴ盤でのみ発表済みだったが、2018年6月27日リリース 9枚組CD-BOXセット・TETSUYA KOMURO ARCHIVES BOX（DYCS-1227）のBonus Discに初収録された。 | -                   |

### アルバム

#### オリジナル・アルバム
|                          | 発売日              | タイトル             | 形態                | 最高位              |
| 東芝EMI / EASTWORLD      | 東芝EMI / EASTWORLD | 東芝EMI / EASTWORLD  | 東芝EMI / EASTWORLD | 東芝EMI / EASTWORLD |
| ------------------------ | ------------------- | -------------------- | ------------------- | ------------------- |
| 1st                      | 1987年4月22日       | ストレート・ライフ   | LP/CD               | 3位                 |
| 2nd                      | 1989年2月22日       | カオス               | LP/CD               | 7位                 |
| 3rd                      | 1990年5月23日       | エゴイスト           | CD                  | 6位                 |
| ポニーキャニオン         |                     |                      |                     |                     |
| 4th                      | 1994年12月7日       | 太陽は死んじゃいない | CD                  | 42位                |
| 東芝EMI / エキスプレス   |                     |                      |                     |                     |
| 5th                      | 1996年1月24日       | GUTS                 | CD                  | 34位                |
| 6th                      | 1997年7月9日        | PARTNER              | CD                  | 37位                |
| ユニバーサルミュージック |                     |                      |                     |                     |
| 7th                      | 2004年9月8日        | アタタカイ・ハート   | CD                  | 62位                |

#### カバー・アルバム
|                          | 発売日         | タイトル      | 形態       | 最高位     |
| ポリドール               | ポリドール     | ポリドール    | ポリドール | ポリドール |
| ------------------------ | -------------- | ------------- | ---------- | ---------- |
| 1st                      | 1978年5月21日  | 翼あるもの    | LP/CD      | 27位       |
| ユニバーサルミュージック |                |               |            |            |
| 2nd                      | 2003年10月22日 | 翼あるもの2   | CD         | 70位       |
| 日本クラウン             |                |               |            |            |
| 3rd                      | 2007年2月4日   | 10 Stories    | CD         | 39位       |
| 4th                      | 2008年2月20日  | TEN STORIES 2 | CD         | 40位       |

#### ベスト・アルバム
|                        | 発売日                 | タイトル                                | 形態                   | 最高位                 |
| 東芝EMI / エキスプレス | 東芝EMI / エキスプレス | 東芝EMI / エキスプレス                  | 東芝EMI / エキスプレス | 東芝EMI / エキスプレス |
| ---------------------- | ---------------------- | --------------------------------------- | ---------------------- | ---------------------- |
| 1st                    | 1995年11月22日         | 少年の蒼 (KAI YOSHIHIRO Best Selection) | CD                     | 75位                   |

#### ライブ・アルバム
|                        | 発売日              | タイトル             | 形態                | 最高位              |
| 東芝EMI / EASTWORLD    | 東芝EMI / EASTWORLD | 東芝EMI / EASTWORLD  | 東芝EMI / EASTWORLD | 東芝EMI / EASTWORLD |
| ---------------------- | ------------------- | -------------------- | ------------------- | ------------------- |
| 1st                    | 1991年3月6日        | ダブル・イニシアチブ | CD                  | 48位                |
| BEAT VISION/KAI OFFICE |                     |                      |                     |                     |
| 2nd                    | 2001年4月1日        | 月の裏側             | CD                  | -                   |
| 3rd                    | 2001年5月1日        | 雫の反射             | CD                  | -                   |

#### セルフカバー・アルバム
|            | 発売日        | タイトル                                | 形態       | 最高位     |
| KAI OFFICE | KAI OFFICE    | KAI OFFICE                              | KAI OFFICE | KAI OFFICE |
| ---------- | ------------- | --------------------------------------- | ---------- | ---------- |
| 1st        | 2011年10月5日 | ホームカミング KAI BOOTLEG SERIES Vol.1 | CD         | 73位       |

#### コンピレーション・アルバム
| クレジット                   | 発売日              | タイトル                          | 形態                | 最高位              |
| 東芝EMI / EASTWORLD          | 東芝EMI / EASTWORLD | 東芝EMI / EASTWORLD               | 東芝EMI / EASTWORLD | 東芝EMI / EASTWORLD |
| ---------------------------- | ------------------- | --------------------------------- | ------------------- | ------------------- |
| 甲斐よしひろ with 甲斐バンド | 1987年11月5日       | コンプリート REPEAT & FADE        | LP/CD               | 18位                |
| 東芝EMI / エキスプレス       |                     |                                   |                     |                     |
| 甲斐バンド to 甲斐よしひろ   | 2000年12月6日       | Singles II                        | CD                  | -                   |
| 東芝EMI / エキスプレス       |                     |                                   |                     |                     |
| 甲斐バンド－甲斐よしひろ     | 2004年10月20日      | ALIVE (KAI 30th Anniversary BEST) | CD                  | 115位               |

#### トリビュート・アルバム
|                          | 発売日                   | タイトル                                                                        | 形態                     | 最高位                   |
| ユニバーサルミュージック | ユニバーサルミュージック | ユニバーサルミュージック                                                        | ユニバーサルミュージック | ユニバーサルミュージック |
| ------------------------ | ------------------------ | ------------------------------------------------------------------------------- | ------------------------ | ------------------------ |
| 1st                      | 2004年8月25日            | 甲斐バンド&甲斐よしひろ グレイト・トリビュート・コレクション グッド・フェローズ | CD                       | 84位                     |

#### 企画アルバム
| クレジット   | 発売日       | タイトル     | 形態         | 最高位       |
| オーマガトキ | オーマガトキ | オーマガトキ | オーマガトキ | オーマガトキ |
| ------------ | ------------ | ------------ | ------------ | ------------ |
| 松藤×甲斐    | 2003年4月2日 | 松藤×甲斐    | CD           | -            |

### 映像作品
|                           | 発売日              | タイトル                                          | 形態                |
| 東芝EMI / EASTWORLD       | 東芝EMI / EASTWORLD | 東芝EMI / EASTWORLD                               | 東芝EMI / EASTWORLD |
| ------------------------- | ------------------- | ------------------------------------------------- | ------------------- |
| 1st                       | 1987年9月25日       | イエロー・キャブ                                  | VHS                 |
| 2nd                       | 1990年6月27日       | Night Tripper                                     | VHS                 |
| 3rd                       | 1991年3月27日       | Funk Up                                           | VHS                 |
| ポニーキャニオン          |                     |                                                   |                     |
| 4th                       | 1995年4月21日       | SINGER 21st                                       | VHS                 |
| 4th                       | 2008年9月17日       | SINGER 21st                                       | DVD                 |
| BEAT VISION/KAI OFFICE    |                     |                                                   |                     |
| 5th                       | 1995年              | ROCKUMENT -Guitar of Friends-                     | VHS                 |
| 6th                       | 1995年              | ROCKUMENT II -URBAN VOICES-                       | VHS                 |
| 7th                       | 1997年              | ROCKUMENT III -Female Night-                      | VHS                 |
| 8th                       | 1998年              | ROCKUMENT IV -Home Coming-                        | VHS                 |
| 東芝EMI / エキスプレス    |                     |                                                   |                     |
| 9th                       | 2000年5月17日       | KAI YOSHIHIRO Big History 1974-2000 "STORY OF US" | VHS                 |
| 9th                       | 2000年5月17日       | KAI YOSHIHIRO Big History 1974-2000 "STORY OF US" | DVD                 |
| BEAT VISION/KAI OFFICE    |                     |                                                   |                     |
| 10th                      | 2000年              | KAI YOSHIHIRO LIVE IN 飛天 DELUXE                 | VHS                 |
| 11th                      | 2001年              | My name is KAI Kai Yoshihiro Solo Tour 2000       | VHS                 |
| 12th                      | 2002年              | ROCKUMENT V -Wonder Covers Of The Night-          | VHS                 |
| 13th                      | 2003年              | Series Of Dreams Tour Vol.1 1974-1979             | VHS                 |
| 14th                      | 2003年              | Series Of Dreams Tour Vol.2 1979-1986             | VHS                 |
| 15th                      | 2004年              | Series Of Dreams Tour Vol.3 1987-2003             | VHS                 |
| ユニバーサルミュージック  |                     |                                                   |                     |
| 16th                      | 2005年2月23日       | PARTY 30 in 日本武道館                            | DVD                 |
| BEAT VISION/KAI OFFICE    |                     |                                                   |                     |
| 17th                      | 2005年              | EXPO Classic Kai KAI YOSHIHIRO Tour 2005          | DVD                 |
| 18th                      | 2006年              | ROLLING CIRCUS REVUE KAI YOSHIHIRO TOUR 2006      | DVD＋CD             |
| 19th                      | 2007年              | TWENTY STORIES KAI YOSHIHIRO TOUR 2007            | DVD＋CD             |
| 20th                      | 2008年              | Tour of TEN STORIES 2 2008 KAI YOSHIHIRO          | DVD＋CD             |
| EMIミュージック・ジャパン |                     |                                                   |                     |
| 21st                      | 2008年9月26日       | PV BEST〜無法者の愛〜 ＜甲斐バンド/甲斐よしひろ＞ | DVD                 |
| BEAT VISION/KAI OFFICE    |                     |                                                   |                     |
| 22nd                      | 2011年              | 甲斐よしひろ2011 愛のろくでなしツアー             | DVD＋CD             |
| 23rd                      | 2012年              | MY NAME IS KAI II 2012 "MEETS"                    | DVD＋CD             |

### BOXセット
|                        | 発売日        | タイトル                     | 形態         | 最高位       |
| Sony Records           | Sony Records  | Sony Records                 | Sony Records | Sony Records |
| ---------------------- | ------------- | ---------------------------- | ------------ | ------------ |
| 1st                    | 1999年8月25日 | HIGHWAY 25                   | CD           | 59位         |
| 東芝EMI / エキスプレス |               |                              |              |              |
| 2nd                    | 2002年6月26日 | KAI ROCKUMENT BOX            | DVD          | -            |
| BEAT VISION/KAI OFFICE |               |                              |              |              |
| 3rd                    | 2006年5月17日 | MY NAME IS KAI-KAI DVD-BOXII | DVD          | -            |
| 4th                    | 2010年11月1日 | KAI DVD-BOXIII               | DVD          | -            |
| 5th                    | 2014年        | KAI 40年 KAI DVD-BOX IV      | DVD          | -            |

### タイアップ曲
| 楽曲                                 | タイアップ                                                   |
| ------------------------------------ | ------------------------------------------------------------ |
| レイン                               | 松竹富士映画『この愛の物語』主題歌                           |
| I.L.Y.V.M.                           | 映画『極道渡世の素敵な面々』主題歌                           |
| ミッドナイト・プラスワン             | TOSHIBA『カーバー46』TV・CFソング                            |
| スウィート・スムース・ステイトメント | NTTの携帯電話TV-CFソング                                     |
| 風吹く街角                           | フジテレビ系『めざまし天気』エンディングテーマ               |
| レディ・イヴ                         | 読売テレビ・日本テレビ系『ダウンタウンDX』エンディングテーマ |
| LOVE is No.1                         | MBS・TBS系『世界ウルルン滞在記』エンディングテーマ           |
| HEY! MONOCHROME CITY                 | 日本テレビ系『超K-1宣言!』テーマソング                       |
| KI-RA-ME-I-TE                        | フジテレビ『ラ＊ドルヤ』タイアップ曲                         |
| 牙󠄀/タスク                            | オロナミンC・ロイヤルポリス CMソング                         |

## 楽曲提供
| 提供曲                               | アーティスト        | 作詞           | 作曲                | セルフカバー（収録作品） |
| ------------------------------------ | ------------------- | -------------- | ------------------- | --- |
| おかえり                             | ダイアモンド☆ユカイ | ○              | ○                   | ホームカミング KAI BOOTLEG SERIES Vol.1 |
| ひかりのまち                         | TOKIO               | ○              | ○                   | 目線を上げろ＜甲斐バンド sometimes KAI YOSHIHIRO＞ |
| ラン・フリー（スワン・ダンスを君と） | TOKIO               | ○              | ○                   | 目線を上げろ＜甲斐バンド sometimes KAI YOSHIHIRO＞ |
| 立川ドライヴ                         | 土屋公平            | ○              | ○                   | 目線を上げろ＜甲斐バンド sometimes KAI YOSHIHIRO＞ |
| TOKYO銀河                            | ジェロ              | ○              | ○                   | 目線を上げろ＜甲斐バンド sometimes KAI YOSHIHIRO＞ |
| FIGHT THE FUTURE                     | ISSA                | ○              | ○                   | アタタカイ・ハート |
| 人生号 Jinsei−GO!                    | KIYOSHI             | きたやまおさむ | ○                   | ロッカ・バラード＜甲斐バンド＞（表記は『人生号』） |
| みえない手のひらで                   | 時任三郎            | ○              | ○                   | 翼あるもの2 ホームカミング（両方とも別バージョン） |
| 光あるうちに行け                     | 吉岡秀隆            | ○              | ○                   | 太陽は死んじゃいない 光あるうちに行け 2011（配信限定） ホームカミング（『光あるうちに行け 2011』の別バージョン）                                      |
| ナイト・スウィート                   | 葛城哲哉            | ○              | ○                   | ホームカミング |
| 仮面                                 | 中島みゆき          | 中島みゆき     | ○                   | ホームカミング |
| サンキュー                           | 明石家さんま        | ○              | ○                   | カオス ホームカミング （両方ともテイク別） |
| 週末（ウイークエンド）ララバイ       | 竹本孝之            | 売野雅勇       | ○                   | コンプリート REPEAT & FADE＜甲斐よしひろ with 甲斐バンド＞ HIGHWAY 25 （両方とも表記は『Weekend Lullaby』、テイク別）                                 |
| ハート〜降っても晴れても〜           | 高樹澪              | ○              | ○                   | REPEAT & FADE＜甲斐バンド＞ ホームカミング （両方とも表記は『ハート』、テイク別）                                                                     |
| オクトーバー・ムーン                 | 高樹澪              | ○              | ○                   | REPEAT & FADE＜甲斐バンド＞ |
| ハートをRock                         | 松田聖子            | 松本隆         | ○ （甲斐祥弘 名義） | HIGHWAY 25 （ボーナスCDシングル、ライブ・バージョン）                                                                                                 |
| 赤い靴のバレリーナ                   | 松田聖子            | 松本隆         | ○ （甲斐祥弘 名義） | 翼あるもの2 ホームカミング |
| 別離の黄昏                           | 研ナオコ            | ○              | ○                   | Singles II＜甲斐バンド to 甲斐よしひろ＞ ホームカミング （両方ともテイク別）                                                                          |
| 時雨れて                             | 研ナオコ            | 南部麒六       | ○                   | HIGHWAY 25 GOLD/黄金＜甲斐バンド＞（2007年リマスター盤・ボーナストラック） ホームカミング （両方ともテイク別）                                        |
| グッドナイト・ドール                 | 鹿取洋子            | ○              | ○                   | -（マイナス）〜シングル・コレクション Vol.2＜甲斐バンド＞                                                                                             |
| 奴（ヤツ）                           | 鹿取洋子            | ○              | ○                   | 破れたハートを売り物に＜甲斐バンド＞ |
| 異邦人の夜（シスコ・ナイト）         | 西田佐知子          | ○              | ○                   | マイ・ジェネレーション＜甲斐バンド＞ |
| RENDEZ VOUS（ランデブー）            | 有吉ジュン          | ○              | ○                   | RENDEZ-VOUS（ある愛の物語）（ライヴツアー『My name is KAI』入場者全員プレゼントシングル） ホームカミング（表記は『ランデブー』） （両方ともテイク別） |
| メモリー・グラス                     | 有吉ジュン          | ○              | ○                   | Singles＜甲斐バンド＞ （下記2つとテイク別） 甲斐バンド・ストーリー この夜にさよなら＜甲斐バンド＞（2007年リマスター盤・ボーナストラック）             |

※ 甲斐が参加しているユニット（『KAI FIVE』や『松藤×甲斐』など）の楽曲は除く。

## 関連書籍
※太字は自著
- 甲斐バンド・サーカス&サーカス「ライブ・アングル」写真集（1978年、新興楽譜出版社）
- 『荒馬のように』集英社、1979年11月30日。
- 1982:BEATNIK [Kai Band] 写真集（1982年、小学館）
- LOVE MINUS ZERO（1985年、書下ろしハードボイルド短篇集、北上次郎 編 北方謙三、船戸与一 他著、CBSソニー出版）
- ポップコーンをほおばって―Another Side Of KAI BAND（1985年、田家秀樹 著、講談社）
- 甲斐バンド BEATNIK 1981-1986 FOR LONELY HEROINES & BROKEN HEROES（1986年、音楽専科社）
- 愛を叫んだ獣。（1986年、亀和田武 著、白夜書房 ）
- ポップコーンをほおばって―甲斐バンド・ストーリー（1987年、文庫本版、田家秀樹 著、角川書店）
- ANNA WORDS by Kai Yoshihiro―甲斐よしひろ全詩集（1987年、白夜書房）
- 稲妻日記―甲斐よしひろスパーキング・エッセイ＜PART1＞（1987年、白夜書房）
- 稲妻日記―甲斐よしひろスパーキング・エッセイ＜PART2＞（1988年、白夜書房）
- 生きることを素晴らしいを思いたい-コンサート・ツアーの12万人（1989年、福音館書店）
- 甲斐バンド写真集 BIG SHOTS 191 DAYS（1996年、ぴあ）
- か・さ・ぶ・た―甲斐よしひろ全告白集（1999年、ワニブックス）
- 九州少年（2008年、ランダムハウス講談社）
- 画面の告白（2009年、日刊スポーツ出版社）
- 九州少年（2010年、文庫本版、ポプラ社）

## 出演番組
※太字は現在のレギュラー。

### ラジオ
- セイ!ヤング（1976年4月 - 1977年3月、文化放送） - 木曜日担当[1]
- 若いこだま（1978年4月 - 10月、NHKラジオ第1放送） - 金曜日担当[1]
- サウンドストリート（1978年11月 - 1980年9月、1983年4月 - 1987年3月、NHK-FM） - 水曜日担当[1]
- 21世紀通り（2001年2月 - 7月、FM COCOLO） - 水曜日担当
- セイ!ヤング21（2001年10月 - 2002年3月、文化放送） - 金曜日担当
- 甲斐よしひろのセイ!ヤング21（2002年4月 - 、文化放送）
- サウンドストリート21（NHK-FM）
- LEGENDS 甲斐よしひろ ビート・ハードワーク（2016年4月 - 、JFN系列）
- 9の音粋（2024年10月9日、BAYFM）- 「祝・デビュー50周年！2時間まるごとKAI BAND 甲斐よしひろの世界」ゲスト
- 上柳昌彦 あさぼらけ（2024年10月21日 - 24日、ニッポン放送） - 「ウルトラヒットの道標」ゲスト[16]

### テレビ番組
- みいつけた!（2017年 - 、NHK・Eテレ） - スコップさん 役（声の出演）
- バイキング（2019年4月 - 2020年9月、フジテレビ） - 火曜レギュラー（月2回出演）

### テレビドラマ
- 新・刑事吉永誠一 第2話（2014年10月24日、テレビ東京） - 武井竜二 役

## バンド活動
- 甲斐バンド
- KAI FIVE
- 松藤×甲斐